# Aconogonon riparium
Aconogonon riparium är en slideväxtart som först beskrevs av Johann Gottlieb Georgi, och fick sitt nu gällande namn av Kanesuke Hara. Aconogonon riparium ingår i släktet sliden, och familjen slideväxter. Utöver nominatformen finns också underarten A. r. jurtzevii.